# Олешице
Олешице (пол. Oleszyce, укр. Олешичі)  —  город  в Польше, входит в Подкарпатское воеводство,  Любачувский повят.  Имеет статус городско-сельской гмины. Занимает площадь 4,98 км². Население — 3193 человека (на 2004 год).